# Конвой ON 154
Конвой ON 154, також конвой ONS 154 (англ. Convoy ONS 154) — 154-й атлантичний конвой серії ON у кількості 50 транспортних суден, що у супроводженні союзних кораблів ескортної групи C1 прямував від Британських островів до морських портів Північної Америки. Конвой вийшов 11 грудня з Ліверпуля, згодом транспорти зустріла Серединно-океанічна ескортна група C1 Королівського флоту Канади.

## Історія
У серпні 1942 року, коли союзники забезпечили прибережні конвої в західній Атлантиці надійними ескортними силами для відсічі атак німецьких субмарин, це призвело до завершення так званого Другого щасливого часу. Адмірал Карл Деніц, головнокомандувач підводних сил Крігсмаріне (BdU), переніс фокус дій своїх підлеглих у середину Атлантики, щоб уникнути можливості їх виявлення патрульними літаками противника. Хоча в середині океану маршрути конвоїв стали менш передбачуваними, Деніц вважав, що збільшена кількість підводних човнів, що діятимуть одночасно, зможе ефективно шукати конвої за сприяння розвідувальних даних, отриманих завдяки розшифровці дешифрувальників морської розвідки (B-Dienst) британського військово-морського шифру номер 3. Однак лише 20 відсотків із 180 трансатлантичних конвоїв, що йшли з кінця липня 1942 року до кінця квітня 1943 року, втратили судна внаслідок нападу підводних човнів.
У листопаді 1942 року перенаправлення німецьких субмарин до Північно-Західної Африки як наслідок проведення англо-американськими силами операції «Смолоскип» зменшило втрати атлантичних конвоїв, але сумарні втрати торговельних флотів союзників і нейтральних держав зросли до 733 300 тонн, що стало найгіршим місяцем у війні. Лише дві підводні човни були потоплені в листопаді. У середині грудня GC&CS почала розкривати загадкові повідомлення чотирьох роторів. У середині грудня британські дешифрувальники зламали один шифр Shark, однак на цьому успіхи припинилися і до 25 грудня не було викрито жодних повідомлень. Водночас, з 25 грудня по 1 січня 1943 року дані радіоперехоплень швидко зчитували.
18 грудня 1942 року конвой ONS 154 вирушив з Ліверпуля, маючи у своєму складі 50 торговельних суден, які перевозили баласт або торгові вантажі. Комодором конвою був віцеадмірал (у відставці) Він де Мальпас Егертон на Empire Shackleton. Конвой плив дванадцятьма колонами по три-чотири судна в кожній. Конвой ONS 154 був повільним конвоєм, що складався з суден, які в кращому випадку могли розвивати швидкість 8 вузлів (15 км/год). Повільні конвої були особливо вразливими, оскільки їх швидкість відповідала швидкості підводних човнів і становила лише половину їх надводної швидкості, що полегшувало «вовчій зграї» їх перехоплення та знищення. У Північній Атлантиці перебували підводні човни «вовчих зграй» «Унгештюм» з 13 човнами та «Шпиц» з 11 човнами, які патрулювали в Середньоатлантичній прогалині, куди патрульні літаки союзників не могло дістатися. Третя зграя, «Фальке», діяла як резерв, але натомість атакувала конвой HX 219.
Океанський ескорт конвою ON 154 забезпечувала Середньоокеанська ескортна група C-1 Королівського флоту Канади, очолювана лейтенант-командором Гаєм Віндаєром на есмінці «Сен-Лорен». Група складалася з корветів класу «Флавер» «Беттлфорд», «Чілівак», Kenogami, Napanee і «Шедіак». Есмінець класу «Таун» Burwell мав технічні проблеми, внаслідок чого не вийшов у похід і не був замінений на інший есмінець. Також конвой супроводжувало рятувальне судно конвою Toward, танкер-заправник Scottish Heather і допоміжне судно спеціального призначення Fidelity з французьким екіпажем вантажопідйомністю 2456 брт. Fidelity був озброєний чотирма 4-дюймовими (100 мм) гарматами, чотирма торпедними апаратами та захисною торпедною сіткою. На його борту перевозилися десантні катери LCV-752 і LCV-754, два гідролітаки OS2U «Кінгфішер» і торпедний катер MTB 105.
Через надзвичайно сувору зимову погоду в Атлантиці тієї зими, конвой ON 154 рухався значно південніше, ближче до Азорських островів, щоб уникнути зимових штормів, і залишався на відстані від ескортних груп підтримки довше, ніж зазвичай. 26 грудня німецька субмарина U-662 доповіла про виявлення конвою. Тієї ночі U-356 торпедував провідні судна з двох правих колон. Empire Union був атакований о 01:40, Melrose Abbey — за десять хвилин. Обидва британські вантажні судна затонули близько 02:30. Toward врятував 63 вцілілих з першого судна і 47 - з другого. Під час другої атаки U-356 торпедував голландське вантажне судно Soekaboemi о 04:10 і британське King Edward о 04:15, яке затонуло протягом трьох хвилин. U-356 був виявлений кораблями ескорту і потоплений з усіма членами екіпажу в результаті атак глибинними бомбами «Сен-Лорана», «Чіллівака», «Беттлфорда» та «Напані». На світанку Toward врятував 25 чоловіків з King Edward та допоміг «Напані».
У ніч з 27 на 28 грудня U-225 почала стежити за Scottish Heather, коли той дозаправляв частину ескорту в 15 морських милях (28 км) вдень 27 грудня. U-225 був двічі відігнаний «Чілліваком», перш ніж уразити танкер під час третього підходу о 20:40. Корабель був тимчасово залишений, але другий помічник капітана знову піднявся на нього з десятьма людьми і вийшов із небезпечної зони. На світанку він повернувся і почав шукати рятувальні човни. Нафтовий танкер повернувся до Англії самостійно після повернення всього свого екіпажу на борт.
Уранці 28 грудня U-260 почав стежити за конвоєм і спрямував до конвою 18 підводних човнів. Fidelity намагався спустити OS2U «Кінгфішер», але той перекинувся і затонув о 19:15. Поки «Сен-Лоран» рятував екіпаж «Кінгфішера», розпочалася скоординована нічна атака. U-591 о 20:00 торпедував норвезьке вантажне судно Norse King. U-225 торпедував британські вантажні судна Melmore Head о 20:03 і Ville de Rouen о 20:05. Пізніше U-260 торпедував британське вантажне судно Empire Wagtail.
Потім підводні човни атакували лівий фланг конвою. U-406 торпедував британські вантажники Lynton Grange о 21:20, Zarian о 21:23 і Baron Cochrane о 21:24. U-662 знову торпедував пошкоджений Ville de Rouen о 22:10, а U-225 потопив вантажне судно комодора конвою Empire Shackleton о 22:15 і бельгійське President Francoui о 22:30. О 21:50 U-123 уразив ще раз пошкоджений Baron Cochrane, а U-628 — Lynton Grange через кілька хвилин. Екіпажі покинули обидва судна, коли вони були підбиті раніше. U-123 і U-435 потопили Empire Shackleton о 22:55. U-591 потопив покинутий Zarian незадовго до півночі.
«Шедіаку» було наказано залишити Fidelity за 30 миль (48 км) за кормою та приєднатися до конвою для пошуку тих, хто вижив. «Шедіак» врятував 35 вцілілих з Melmore Head і 71 з Ville de Rouen між 03:10 і 03:30 і 24 з Empire Shackleton о 05:30.
О 06:30 U-225 знову торпедував судно, яке було добито о 09:30 U-336. Пошкоджений Norse King так само намагався досягти Азорських островів, коли був потоплений U-435 о 15:07. Ніхто не вижив. О 14:00 29 грудня ескорт конвою був посилений британськими есмінцями «Мілн» і «Метеор»; після чого прибулі есмінці врятували 42 вижили з Baron Cochrane та інших затоплених суден конвою.
Вночі з 29 на 30 грудня німецька U-615 знайшла Fidelity, коли її головні двигуни були знову зупинені для ремонту. Командир U-615 визначив Fidelity як корабель-пастка і обережно стежив за ним. Врешті-решт близько 20:00 U-615 випустив чотири торпеди у Fidelity, але протиторпедна сітка захистила корабель від пошкоджень. О 16:30 U-435 торпедував допоміжне судно і німецький екіпаж був здивований потужністю вибуху та великою кількістю людей, які згодом побачили у воді, де затонуло судно. На борту Fidelity перебувало 369 осіб (274 члена екіпажу, 51 морський піхотинець і 44 вцілілих з Empire Shackleton), усі вони загинули в морі, включаючи віцеадмірала Егертона, командира конвою.
30 грудня «Беттлфорд», «Шедіак», «Мілн» і «Метеор» були відпущені для дозаправки на Азорських островах, залишилося лише чотири ескортні кораблі та дванадцять підводних човнів, які переслідували конвой. Після втрати комондора конвою двом швидкісним суднам із великою кількістю пасажирів («Калгарі» та «Адвастун») було запропоновано втекти, якщо вони знайдуть можливість. «Сен-Франсіс» і есмінець V-класу «Вайсрой» посилили ескорт конвою до настання ночі 30 грудня. B-Dienst попередив BdU про підкріплення, що прибуло на посилення ескорту конвою, і підводним човнам було наказано відійти, багатьом з них довелося зустрітися з U-117 в точці рандеву західніше Азорських островів для дозаправлення та поповнення торпедного озброєння.
У «Шедіака» і «Метеора» закінчилося паливо, перш ніж вони досягли Азорських островів. «Беттлфорд» буксирував «Шедіак» останні 40 морських миль (74 км), а «Метеор» буксирували останні 5 морських миль (9,3 км). Після дозаправки чотири кораблі приєдналися до пошуку вцілілих з Fidelity. 1 січня «Вудсток» знайшов і врятував вісьмох людей на борту MTB-105, серед яких були два члени екіпажу «Кінгфішер», але крім екіпажу поплавкового гідролітака з двох осіб, врятованого раніше «Сен-Лораном», жодних вцілілих з екіпажу Fidelity з 325 осіб і людей, врятованих з Empire Shackleton, не було знайдено. «Прескотт» також врятував 26 чоловіків President Francoui. Scottish Heather досяг Клайда 2 січня, а решта конвою досягла Нью-Йорка 12 січня 1943 року.

### Наслідки
Конвой ON 154 втратив 14 транспортних суден сумарною водотоннажністю 69 378 брт і 486 людей загиблими. Це було визнано однією з найгірших катастроф серед північноатлантичних конвоїв у війні. Адміралтейство критикувало канадців, порівнюючи цей конвой несприятливо у порівнянні з конвоєм ON 155, що пройшов у супроводі ескортної групи B-6 без втрат. Блер (2000) і Мілнер (2018) зазначають, що Адміралтейство також несло відповідальність за маршрут конвою так далеко на південь, через найширшу частину Повітряної прогалини, для проходження якої знадобилося п'ять днів. Очікувалося також, що група супроводу C-1 буде діяти з невеликим есмінцем, але водна не мала достатнього запасу для дозаправки та була без сучасного протичовнового обладнання, у порівнянні зі зграєю, яка переважала її чисельністю в чотири рази. Мілнер писав, що ескортній групі B-6 було надано більш північний курс і швидший конвой, і що канадські групи, як правило, були призначені для більш вразливих повільних конвоїв серій SC і ON(S), тоді як британські групи мали швидші конвої HX і ON.
Аналіз втрат конвою також показує, що з чотирнадцяти затонулих суден дев'ять були втрачені за межами конвою, оскільки вони були пошкоджені або виведені з ладу в ході попередних атак і тому відстали. Після першої атаки U-356 тільки U-225, U-406, U-591, U-260 і U-123 проникли за екран ескорту, тоді як решта зграї добивали відсталих. Блер також зазначає, що успіх Німеччини проти конвою ON 154 став винятком; у грудні союзники провели 16 трансатлантичних конвоїв, що містили близько 650 транспортників; лише три з них були атаковані, і лише двадцять суден було потоплено (тобто, окрім чотирнадцяти в конвої ON 154, лише два з конвою HX 217 і чотири з конвою ON 153), а також сім інших суден, що плавали окремо.

## Кораблі та судна конвою ON 154

### Транспортні судна
Позначення
| Назва                     | Прапор              | Тоннаж (GRT) | Прим. |
| ------------------------- | ------------------- | ------------ | --- |
| Aldrastus (1923)          | Велика Британія     | 7 905        | |
| Algorab (1921)            | Нідерланди          | 4 938        | |
| Baron Cochrane (1927)     | Велика Британія     | 3 385        | 28 грудня пошкоджено U-406, наступного дня добито U-123                                                     |
| Baron Elgin (1933)        | Велика Британія     | 3 942        | |
| Baron Inchcape (1917)     | Велика Британія     | 7 005        | |
| Belle Isle (1932)         | США                 | 1 960        | |
| Berkel (1930)             | Нідерланди          | 2 130        | |
| Bonita (1918)             | Панама              | 4 929        | |
| Bornholm (1930)           | Велика Британія     | 3 177        | |
| Calgary (1921)            | Велика Британія     | 7 206        | |
| Dundrum Castle (1919)     | Велика Британія     | 5 259        | |
| E G Seubert (1918)        | США                 | 9 181        | |
| Empire Cougar (1919)      | Велика Британія     | 5 758        | |
| Empire Geraint (1942)     | Велика Британія     | 6 991        | |
| Empire Shackleton (1941)  | Велика Британія     | 7 068        | КАТ судно; судно комодора конвою. 28 грудня пошкоджено U-225, наступного дня — U-123 і пізніше добито U-435 |
| Empire Simba (1919)       | Велика Британія     | 5 691        | |
| Empire Union (1921)       | Велика Британія     | 5 952        | 27 грудня потоплено U-356                                                                                   |
| Empire Wagtail (1919)     | Велика Британія     | 4 893        | 28 грудня потоплено U-360                                                                                   |
| Esturia (1914)            | Велика Британія     | 6 968        | |
| Euthalia (1918)           | Грецьке королівство | 3 553        | |
| Fana (1939)               | Норвегія            | 1 375        | |
| Fort Lamy (1919)          | Велика Британія     | 5 242        | судно віце-комодора конвою                                                                                  |
| Henry R Mallory (1916)    | США                 | 6 063        | |
| James Hawson (1930)       | Норвегія            | 6 074        | |
| Janeta (1929)             | Велика Британія     | 4 312        | |
| Jasper Park (1942)        | Велика Британія     | 7 129        | |
| King Edward (1919)        | Велика Британія     | 5 224        | 27 грудня потоплено U-356                                                                                   |
| Kiruna (1921)             | Швеція              | 5 484        | |
| Lynton Grange (1937)      | Велика Британія     | 5 029        | 28 грудня пошкоджено U-406, 29 грудня добито U-628                                                          |
| Melmore Head (1918)       | Велика Британія     | 5 273        | 28 грудня потоплено U-225                                                                                   |
| Melrose Abbey (1936)      | Велика Британія     | 2 473        | 27 грудня потоплено U-356                                                                                   |
| Norhauk (1919)            | Норвегія            | 6 086        | |
| Norse King (1920)         | Норвегія            | 5 701        | 28 грудня пошкоджено U-591, 29 грудня потоплено U-435                                                       |
| Northmoor (1928)          | Велика Британія     | 4 392        | |
| Olney (1920)              | США                 | 7 294        | |
| President Francqui (1928) | Бельгія             | 4 919        | 28 грудня пошкоджено U-225, 29 грудня добито U-336                                                          |
| Ramo (1921)               | Норвегія            | 2 334        | |
| Ravnefjell (1938)         | Норвегія            | 1 339        | |
| Runswick (1930)           | Велика Британія     | 3 970        | повернулося                                                                                                 |
| Scottish Heather (1928)   | Велика Британія     | 7 087        | танкер ескорту; 27 грудня пошкоджений U-610, повернувся                                                     |
| Soekaboemi (1923)         | Нідерланди          | 7 051        | 27 грудня пошкоджено U-356, пізніше добито U-441                                                            |
| Toward (1923)             | Велика Британія     | 1 571        | рятувальне судно конвою                                                                                     |
| Tynemouth (1940)          | Велика Британія     | 3 168        | |
| Umgeni (1938)             | Велика Британія     | 8 149        | |
| Veni (1901)               | Норвегія            | 2 982        | |
| Vest (1920)               | Норвегія            | 5 074        | |
| Ville de Rouen (1919)     | Велика Британія     | 5 083        | 28 грудня пошкоджено U-225, 29 грудня потоплено U-662                                                       |
| Vistula (1920)            | США                 | 8 537        | |
| Wisla (1928)              | Польща              | 3 106        | |
| Zarian (1938)             | Велика Британія     | 4 871        | 28 грудня пошкоджено U-406, 29 грудня потоплено U-591                                                       |

### Кораблі ескорту
| Назва       | Прапор                                  | Тип корабля                       | Прим.                               |
| ----------- | --------------------------------------- | --------------------------------- | ----------------------------------- |
| «Беттлфорд» | Військово-морські сили Канади           | корвет типу «Флавер»              | 18–30 грудня 1942                   |
| «Бервелл»   | Військово-морські сили Великої Британії | ескадрений міноносець типу «Таун» | не вийшов через проблеми з двигуном |
| «Чилівак»   | Військово-морські сили Канади           | корвет типу «Флавер»              | 19 грудня 1942 — 12 січня 1943      |
| «Фіделіті»  | Військово-морські сили Великої Британії | допоміжне військове судно         | 30 грудня 1942 року потоплено U-435 |
| «Кеногамі»  | Військово-морські сили Канади           | корвет типу «Флавер»              | 19 грудня 1942 — 12 січня 1943      |
| «Напані»    | Військово-морські сили Канади           | корвет типу «Флавер»              | 19 грудня 1942 — 12 січня 1943      |
| «Сен-Лорен» | Військово-морські сили Канади           | ескадрений міноносець типу «C»    | 20 грудня 1942 — 12 січня 1943      |
| «Шедіак»    | Військово-морські сили Канади           | корвет типу «Флавер»              | 18–30 грудня 1942                   |

| Назва         | Прапор                                  | Тип корабля                                        | Прим.                |
| ------------- | --------------------------------------- | -------------------------------------------------- | -------------------- |
| «Ерроухед»    | Військово-морські сили Канади           | корвет типу «Флавер»                               | 2-8 січня            |
| «Чикутімі»    | Військово-морські сили Канади           | корвет типу «Флавер»                               | 4-8 січня            |
| «Кобальт»     | Військово-морські сили Канади           | корвет типу «Флавер»                               | 7-12 січня           |
| «Коул»        | Військово-морські сили США              | ескадрений міноносець типу «Вікс»                  | 1-12 січня           |
| «Фейм»        | Військово-морські сили Великої Британії | ескадрений міноносець типу «F»                     | 30 грудня — 12 січня |
| «Менсфілд»    | Військово-морські сили Канади           | ескадрений міноносець типу «Таун»                  | 2-12 січня           |
| «Метеор»      | Військово-морські сили Великої Британії | ескадрений міноносець типу «M»                     | 29-31 грудня         |
| «Мілн»        | Військово-морські сили Великої Британії | ескадрений міноносець типу «M»                     | 29-31 грудня         |
| «Ненаймо»     | Військово-морські сили Канади           | корвет типу «Флавер»                               | 7-12 січня           |
| «Квінел»      | Військово-морські сили Канади           | корвет типу «Флавер»                               | 7-12 січня           |
| «Сен-Франсіс» | Військово-морські сили Канади           | Ескадрений міноносець типу «Таун»                  | 30 грудня — 12 січня |
| «Вайсрой»     | Військово-морські сили Великої Британії | ескадрений міноносець типу «Торнікрофт» класів «W» | 30 грудня — 12 січня |

## Підводні човни, що брали участь в атаці на конвой
| Назва                          | Тип                            | Командир                                  | Результати атаки |
| Вовча зграя «Шпиц» (10 човнів) | Вовча зграя «Шпиц» (10 човнів) | Вовча зграя «Шпиц» (10 човнів)            | Вовча зграя «Шпиц» (10 човнів) |
| ------------------------------ | ------------------------------ | ----------------------------------------- | --- |
| U-123                          | IXB                            | оберлейтенант-цур-зее Горст фон Шретер    | 29 грудня потопив Baron Cochrane і пошкодив Empire Shackleton |
| U-203                          | типу VIIC                      | капітан-лейтенант Герман Коттманн         | не здобув успіху |
| U-225                          | типу VIIC                      | оберлейтенант-цур-зее Вольфганг Ляймкюлер | 27 грудня пошкодив Scottish Heather, 28 грудня потопив Melmore Head та пошкодив Ville de Rouen, President Francqui і Empire Shackleton                                                                                                |
| U-260                          | типу VIIC                      | капітан-лейтенант Губертус Пуркольд       | не здобув успіху |
| U-356                          | типу VIIC                      | оберлейтенант-цур-зее Гюнтер Руппельт     | 27 грудня потопив Empire Union, Melrose Abbey, King Edward та пошкодив Soekaboemi; того ж дня потоплений північніше Азорських островів глибинними бомбами канадських есмінця «Сен-Лорен» та корветів «Чілвок», «Бетлфорд» та «Напані» |
| U-406                          | типу VIIC                      | капітан-лейтенант Горст Дітерікс          | 28 грудня пошкодив Baron Cochrane, Lynton Grange і Zarian |
| U-440                          | типу VIIC                      | капітан-лейтенант Ганс Гайсслер           | не здобув успіху |
| U-659                          | типу VIIC                      | капітан-лейтенант Ганс Шток               | не здобув успіху |
| U-662                          | типу VIIC                      | капітан-лейтенант Губертус Пуркольд       | 29 грудня потопив Ville de Rouen |
| U-664                          | типу VIIC                      | оберлейтенант-цур-зее Адольф Греф         | не здобув успіху |

| Назва                             | Тип                               | Командир                                      | Результати атаки |
| Вовча зграя «Унгештюм» (9 човнів) | Вовча зграя «Унгештюм» (9 човнів) | Вовча зграя «Унгештюм» (9 човнів)             | Вовча зграя «Унгештюм» (9 човнів) |
| --------------------------------- | --------------------------------- | --------------------------------------------- | --- |
| U-336                             | типу VIIC                         | капітан-лейтенант Ганс Гунгер                 | 29 грудня потопив President Francqui |
| U-373                             | типу VIIC                         | капітан-лейтенант Пауль-Карл Лезер            | не здобув успіху |
| U-409                             | типу VIIC                         | оберлейтенант-цур-зее Ганс-Фердинанд Массманн | не здобув успіху |
| U-435                             | типу VIIC                         | капітан-лейтенант Зігфрід Штрелов             | 29 грудня потопив Empire Shackleton та Norse King; 30 грудня потопив «Фіделіті» з двома десантними суднами HMS LCV-752 і HMS LCV-754 типу LCV |
| U-441                             | типу VIIC                         | капітан-лейтенант Ганс Гунгер                 | 27 грудня потопив Soekaboemi |
| U-455                             | типу VIIC                         | капітан-лейтенант Ганс-Мартін Шайбе           | не здобув успіху |
| U-591                             | типу VIIC                         | капітан-лейтенант Ганс-Юрген Цече             | 28 грудня пошкодив Norse King та 29 грудня потопив Zarian                                                                                     |
| U-615                             | типу VIIC                         | капітан-лейтенант Ральф Капіцкі               | не здобув успіху |
| U-628                             | типу VIIC                         | капітан-лейтенант Генріх Газеншар             | 29 грудня потопив Lynton Grange |

| Назва                        | Тип                          | Командир                              | Результати атаки                                               |
| Група забезпечення (1 човен) | Група забезпечення (1 човен) | Група забезпечення (1 човен)          | Група забезпечення (1 човен)                                   |
| ---------------------------- | ---------------------------- | ------------------------------------- | -------------------------------------------------------------- |
| U-117                        | типу XB                      | корветтен-капітан Ганс-Вернер Нойманн | Підводний мінний загороджувач, який використовувався як танкер |